# Alsónémedi
Alsónémedi là một làng thuộc hạt Pest, Hungary. Làng này có diện tích 49,07 km², dân số năm 2010 là 5142 người, mật độ 105 người/km².